# برجوان (ميانة)
برجوان هي قرية في مقاطعة ميانة، إيران. عدد سكان هذه القرية هو 64 في سنة 2006.